# Bartramia madurensis
Bartramia madurensis är en bladmossart som beskrevs av Hugh Neville Dixon och Potier de la Varde 1925. Bartramia madurensis ingår i släktet äppelmossor, och familjen Bartramiaceae. Inga underarter finns listade i Catalogue of Life.